# حصار الكويت 1808
حصار الكويت 1808 هو حصار جرى في سنة 1223هـ/1808م عندما أراد الوهابيون بقيادة أمير الدرعية سعود بن عبد العزيز الإغارة على العراق، فطلب الأمير سعود من شيخ الكويت أن يدفع إتاوة لهم للمساعدة في حملته، فما كان من الشيخ عبد الله إلا أن رفض ذلك، فسار عليه سعود بجيش من 4000 مقاتل بقصد إرغامه على الدفع في يوليو 1223هـ/1808م، فخيم في البداية بالجهرة ليكون نوع من التخويف، ثم ارتحل من الجهرة إلى «الشامية» وهي مورد ماء للكويتيين ومحتطبهم الوحيد في ذلك الوقت، وضرب على الكويت الحصار ليضطرهم للتسليم، ولما طال به الأمد رفع الأمير الحصار عن المدينة وارتحل. وقد أرسل سليمان باشا والي بغداد هدايا إلى شيخ الكويت نظير موقفه الصلب من الوهابيين.

## الحصار
كانت الكويت في مطلع القرن ال19 قوية بحريًا، وبمقدورها أن ترد أي خطر بحري عليها، ولديها وسائل دفاعية يمكنها رد أي معتد برًا وبحرًا. ولم تكن لإمارة الدرعية قوة بحرية، لذا فهي لا يمكنها احتلال الكويت عنوة. وفي سنة 1223هـ/1808م خرج الوهابيون للإغارة على العراق، فطلب الأمير سعود من شيخ الكويت أن تدفع الكويت إتاوة لهم، فرفض الشيخ عبد الله أن يدفع له أي شيء، فسار عليه سعود بجيش من 4000 مقاتل بقصد إرغامه على الدفع في يوليو 1223هـ/1808م. فعسكر بجيشه في قرية الجهرة بالقرب من الكويت. فما كان من الشيخ عبد الله إلا القيام بأداء واجب الضيافة وقدم إليه عدة أكياس من الأرز والقهوة والسكر، ولكن ذلك لم يكن كفيلا بإزالة ماعلق بذهن الأمير ونسيانه ما قام به الكويتيون في سنة 1797 من إرسال حملة انتقامية بعد فشل حملة الدرعية الثانية على الكويت. ولكن المقربين من الأمير لم يحسنوا له فكرته بمهاجمة الكويت، وأظهروا صعوبة ذلك لمناعة السور وكثرة السفن، ولكن الأمير لم يصغ إليهم وصمم على مهاجمة الكويت، فارتحل من الجهرة إلى «الشامية» وهي مورد ماء للكويتيين ومحتطبهم الوحيد في ذلك الوقت، وضرب عليهم الحصار ليضطرهم للتسليم، ولما اشتد الحصار بالكويتيين توجهت أنظارهم إلى البحر لجلب ماينقصهم من الماء والحطب، فأتوا بالماء من فيلكا والحطب من البصرة.
ثم رأى الشيخ عبد الله الصباح أن يظهر لخصمه عدم احتياج الكويتين إلى الماء والحطب، فأرسل إليه دوابًا كثيرة تحمل الماء والحطب، فعلم الأمير سعود أنه لا فائدة من بقائه لحصار الكويت فارتحل. ولكنه أراد استعمال دهاءه للإيقاع بالكويتيين لعله يستطيع تثبيط هممهم، فبعث إلى التاجر الكويتي «عبد الرحمن بن زبن» كتابًا سريًا يطلب إليه أن يزوده بشيء من المؤونة والسلاح، ولكن عبد الرحمن قدم الرسالة إلى أمير الكويت قبل أن يفضها ويقرأها، وقد فعل ذلك لسببين: أولهما هو الخشية من اشتباه الشيخ عبد الله بوجود رابطة بينه وبين أمير الدرعية فيتهمه بالخيانة والتواطؤ ضد الكويت، والسبب الثاني هو أن يقف الشيخ عبد الله على الشرك الذي نصب له، لأن لعبد الرحمن بن زبن أملاك في وبساتين نخيل في «القطيف» ويريد أمير الدرعية حجة ليتمكن من مصادرة أملاكه والاستيلاء على بساتين النخيل.
سمح الشيخ عبد الله لعبد الرحمن بن زبن أن يعطيه ماطلب منه، فزود لأمير الدرعية بما طلبه من طعام وسلاح، ولكن علم الأمير أن ماأرسله بن زبن كان بعلم الشيخ عبد الله، فأدرك أن حيلته قد كشفت، فرأى الأمير برفع الحصار عن الكويت، ونزل الفنطاس، وكانت له عيون في الكويت ينقلون له الأخبار، فأبلغوه شدة احتجاج الكويتيين عدم محاسبة شيخهم لعبد الرحمن بن زبن عن عمله هذا وأصروا على منازلة أمير الدرعية، وكان على رأس المحتجين وأشدهم حماسًا ولده جابر، ولما علم أمير الدرعية بما في داخل الكويتيين من الحماس لحربه صمم هو أيضا على منازلتهم، وكادت أن تقع الفتنة بين الطرفين لولا نصيحة تقدم بها إلى الأمير سعود أحد المقربين إليه وإسمه «حجيلان» لترك معركة غير مجدية، فقرر الأمير ترك المكان والرحيل. وقد أرسل سليمان باشا والي بغداد هدايا إلى شيخ الكويت نظير موقفه الصلب من الوهابيين. وقد حاول الوهابيون تحريض سلطان بن صقر شيخ القواسم وسعيد البوسعيدي سلطان عمان على تسيير أساطيلهم لقتال الكويت، بل وبلغ بهم الحد أنهم حاولوا إجبار عتوب البحرين والزبارة على الاشتراك في تلك الحملة، إلا أن تلك المهمة فشلت بسبب رفض كلا من سعيد وسلطان القيام بتلك المهمة، ولا يعرف بالضبط ما سبب الرفض.